# 2019年6月米朝首脳会談
2019年6月米朝首脳会談（2019ねん6がつべいちょうしゅのうかいだん、英語：2019 Koreas–United States DMZ summit、朝鮮語：2019년 6월 북미정상회담）は、2019年6月30日に第45代アメリカ大統領ドナルド・トランプと北朝鮮第3代最高指導者・金正恩（国務委員会委員長兼朝鮮労働党委員長）が板門店にて行った面会の通称である。
本会談では大韓民国第19代大統領・文在寅が立会人として参加した。

## この会談について
これを首脳会談と解釈するなら3回目の米朝首脳会談となるが、アメリカ政府は「首脳会談でも交渉でも無く両首脳が面会しただけ」と主張している他、北朝鮮側も2ヶ月後の2019年8月にトランプに宛てた親書の中で第3回目の米朝首脳会談の開催を呼びかけたとされており、両国ともこれが米朝首脳会談であったという見解は示していない。
これに先立つ顔合わせの際にトランプは現職の大統領として初めて南北軍事境界線を越えて北朝鮮側に入国し、そして米朝両国は「停滞している米朝実務者協議を早期に再開する」と同意した。

## 経緯
2019年2月にベトナムのハノイで開催された首脳会談が物別れに終わって以来両国間の非核化に向けた動きはストップする形となったが、6月に入ってトランプ大統領と金正恩委員長は書簡をやりとりし、双方が良好な関係をアピールした。一方でアメリカのホワイトハウスは大阪府大阪市でのG20大阪サミット開催の数日前にトランプがG20終了後に韓国を訪問する際に北朝鮮との首脳会談を行う予定は無いとしていた他、トランプ自身も直接会談では無く別の形で対話する可能性を示唆した。
しかし6月29日にG20サミットに出席していたトランプは自身のツイッターで金正恩と板門店で会うことを提案した。更にG20の一環で行われたサウジアラビアのムハンマド皇太子との朝食会の場でも「もし彼（金）が非武装地帯にいたら、可能であれば2分間我々は会うだろう」と語り、これに北朝鮮の崔善姫外務第一次官が「興味深い提案」と前向きな反応を示した。
G20サミットを終えたトランプは韓国を訪問し、翌30日午前に青瓦台で大韓民国第19代大統領・文在寅との米韓首脳会談を終えた後の共同記者会見でも「昨日、ここ（大韓民国）まで来るのだから金委員長にあいさつをしたらどうかという考えが頭に浮かんだ」と発言した。しかし、当時アメリカのジョン・ボルトン国家安全保障問題担当大統領補佐官が著した自身の回顧録によれば、文在寅の参加は当初想定されておらず、アメリカ側の数度の拒否にもかかわらず韓国が米朝首脳の対面に割って入った形になったとしている（後述）。
この後米韓両首脳は京畿道坡州市の非武装地帯に位置する国連軍基地の訪問と軍事境界線への視察を経て板門店へ移動し、トランプと金が面会した。その際にトランプは軍事境界線のブロックを超え、現職の大統領として初めて北朝鮮に入国した。トランプ大統領の北朝鮮入国後に米朝両首脳は韓国入りし、会談場前で文在寅大統領と合流し、史上初めてアメリカ合衆国・韓国・北朝鮮の3首脳が一堂に会した。前日の朝食会でトランプ大統領は「会談時間は2分間しか無いだろう」と発言していたが、実際には53分間に渡って金正恩委員長との会談を行った。
米朝首脳会談は前任のオバマ大統領の時代から調整が進められていたとトランプが発言した。なお金正恩委員長はバラク・オバマ大統領との首脳会談を拒否していたという。

## 文在寅参加についての論争
2020年6月に発売されたジョン・ボルトンの回顧録『The Room Where It Happened：A White House Memoir』（それが起きた部屋：ホワイトハウス回想録）によれば、当初トランプは金正恩と2人だけで統一閣で会うつもりだった。
ところが6月30日の米韓首脳会談の場で文在寅が「自分がいなければ不自然に見えるだろう」と参加する意向を伝え、可能であれば3者会談にすることまで望んだという。トランプは文在寅が近くにいないことを望んでおり、アメリカ側は前日の夜に北朝鮮側に文在寅の参加を打診したが北朝鮮側が拒否したため参加は認められないと主張したが文在寅は納得せず、なおも食い下がった。トランプは警護上の理由で再度拒否し、米朝首脳で面会した後、烏山空軍基地で再び会談しても良いと妥協案を示したが、文在寅は結局DMZ内までトランプと同行し、トランプと金正恩を韓国側にある自由の家に案内することとなった。
ボルトン自身は米朝首脳の対面そのものに乗り気では無かったが、トランプだけで無く金正恩も文在寅との対面を望んでいないと見ていたため、文在寅の割り込みによって台無しになる微かな希望を抱いていたとも明かしている。
この回顧録の中身が明らかとなって青瓦台はボルトンに対する猛反発を見せ、韓国の鄭義溶国家安全保障室長は首席秘書官を通じて、回顧録はかなりの部分の事実が大きく歪曲されていると反論。一方で野党の未来統合党からは対北政策の失敗が立証されたと文在寅政権への批判が行われた。

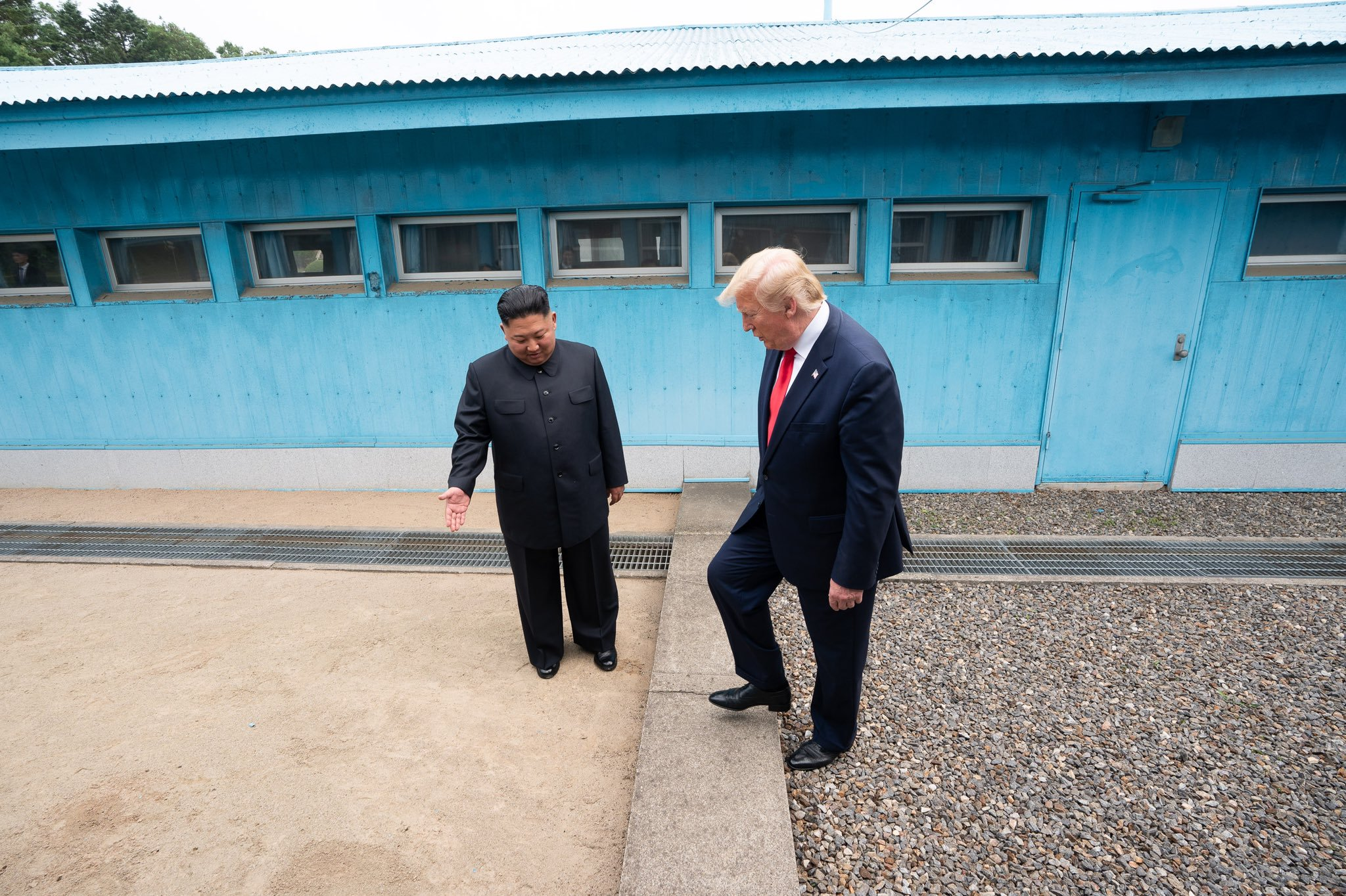
北朝鮮の金正恩委員長(左)の先導で南北軍事境界線のブロックを超えるアメリカのトランプ大統領（右）
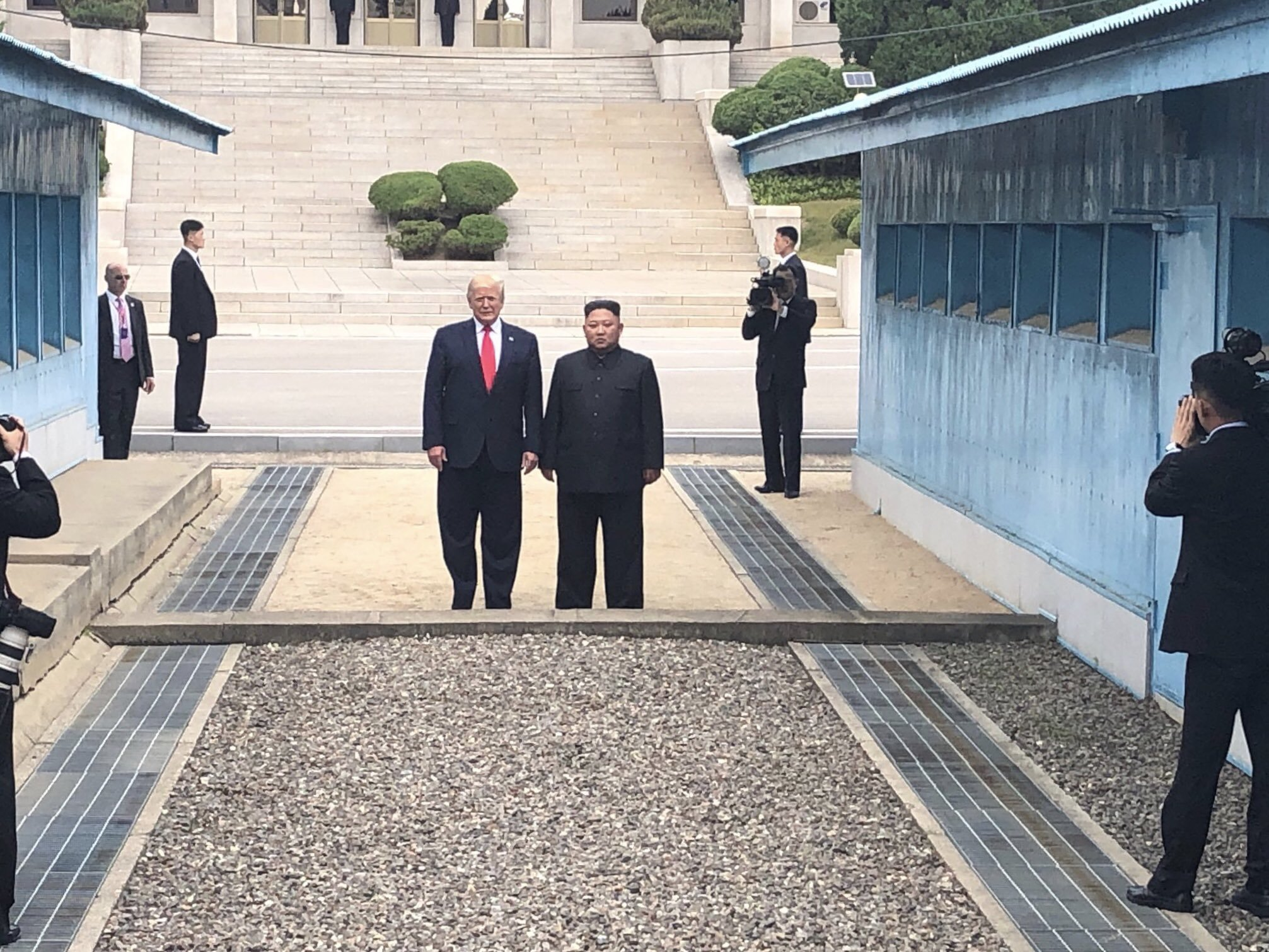
アメリカのトランプ大統領の北朝鮮入国を記念する写真撮影
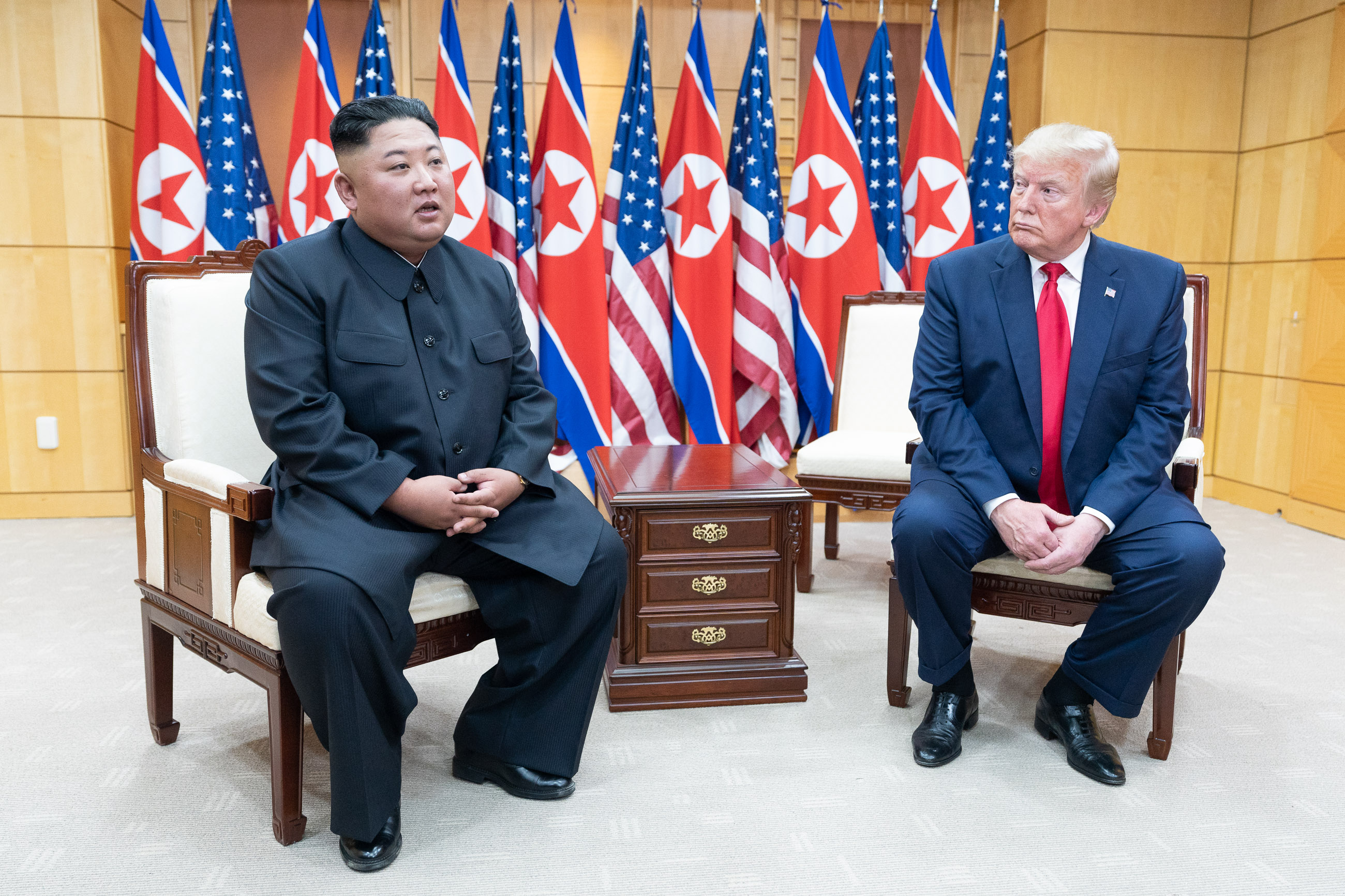
アメリカのトランプ大統領（右）と北朝鮮の金正恩委員長（左）による1対1の会談
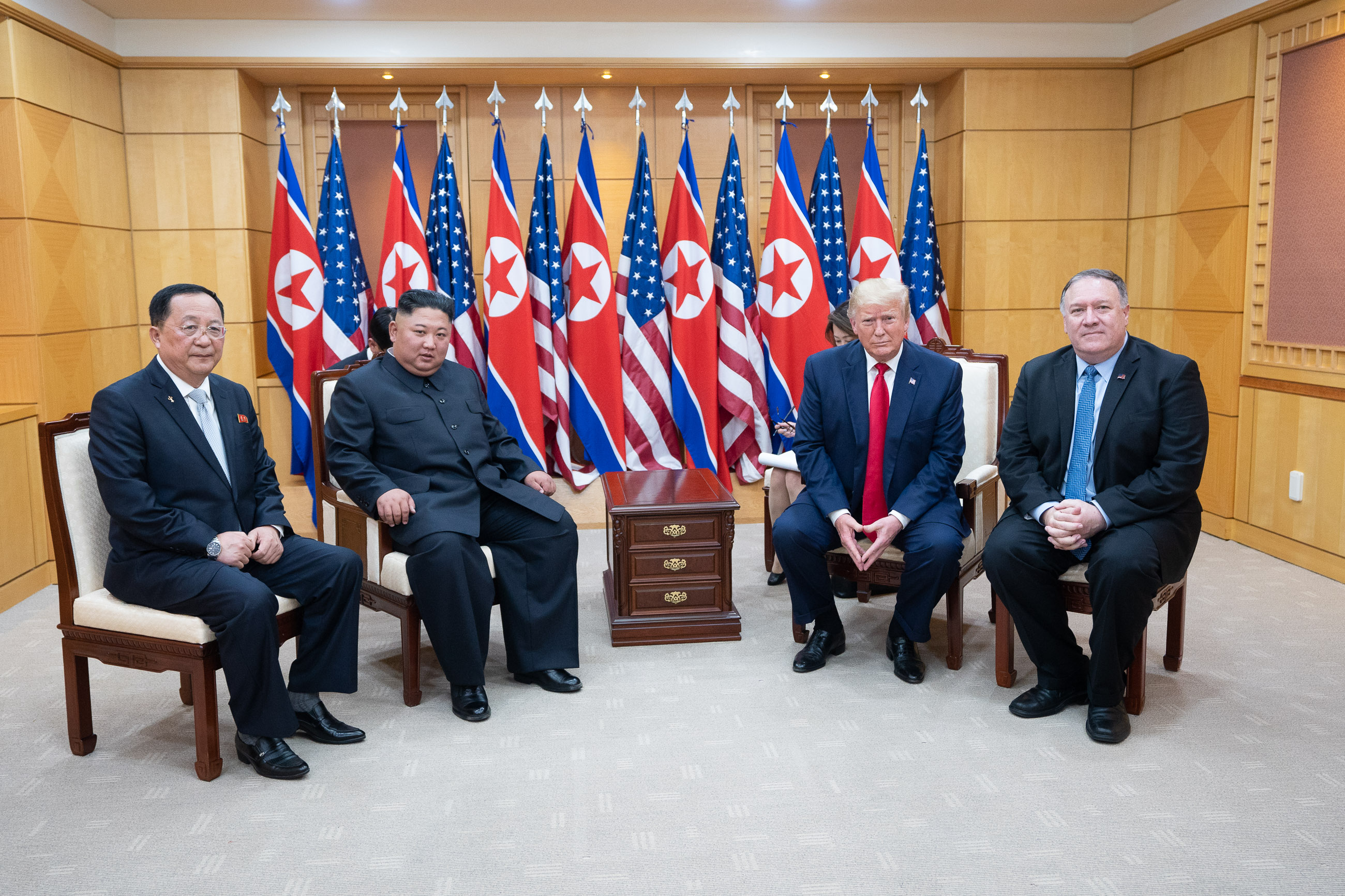
北朝鮮の李容浩外相とアメリカのマイク・ポンペオ国務長官を交えた会談